# South Brooklyn Boys
De South Brooklyn Boys, vaak afgekort tot SBB, is een beruchte straatbende in New York. De bende werd rond 1950 opgericht in Brooklyn en bestaat voornamelijk uit Italiaans-Amerikanen. Veel leden stromen door naar de Italiaans-Amerikaanse maffia. Zo was Lucchese-onderbaas Anthony "Gaspipe" Casso in het verleden een befaamd lid van de South Brooklyn Boys. Anno 2012 bestaat de bende uit ongeveer 50 kernleden tussen de 17 en 28 jaar.

## Bendes
De SBB is een groepering van de volgende jeugdbendes:
- South Brooklyn Angels
- South Brooklyn Diapers
- The Wanderers (geportretteerd in the film The Wanderers)
- Degraw Street Boys
- Sackett Street Boys
- South Brooklyn Devils (Union Street 4th Ave.)
- Garfield (Garfield Street en 5th Street)
- Butler Gents
- Gowanus Boys
- Kane Street Midgets